# Богатое (Красноярский край)
Богатое — деревня в Большеулуйском районе Красноярского края в составе Бычковского сельсовета.

## География
Находится примерно в 26 километрах по прямой на запад-юго-запад от районного центра села Большой Улуй.

## Климат
Климат резко континентальный, с продолжительной морозной зимой и коротким тёплым летом. Средняя температура воздуха самого тёплого месяца (июля) составляет 17,9 °C; самого холодного (января) — −18,2 °C. Продолжительность безморозного периода составляет в среднем 105 дней. Среднегодовое количество атмосферных осадков составляет 474 мм, из которых 341 мм выпадает в период с апреля по октябрь.

## История
Основана в 1903 году. По данным на 1926 год хутор Богатый состоял из 37 хозяйств. В административном отношении входил в состав Никитинского сельсовета Ачинского района Ачинского округа Сибирского края.

## Население
| 1926 | 1989 | 2002 | 2010 |
| ---- | ---- | ---- | ---- |
| 195  | ↘30  | ↘9   | ↘5   |

По данным переписи 1926 года на хуторе проживало 195 человек (97 мужчин и 98 женщин), основное население — латгальцы.
Постоянное население составляло 9 человек в 2002 году (89 % латгальцы), 5 в 2010.